# Didelphis aurita
La zarigüeya brasileña (Didelphis aurita) también es conocida por los nombres de gambá, mbicuré overo y zarigüeya orejuda es una especie de marsupial didelfimorfo de la familia Didelphidae propia del este y centro-sur de Brasil, sureste de Paraguay y nordeste de Argentina.